# Eleição municipal de Guarulhos em 2016
A eleição municipal de Guarulhos em 2016 foi realizada como parte das eleições
nos 26 estados brasileiros. Assim como ocorreu nas eleições municipais em 1996, 2008 e 2012, a eleição ocorreu em dois turnos, sendo o primeiro em 2 de outubro
e o segundo em 30 de outubro. Ao final foram eleitos o prefeito, o vice-prefeito e 34 vereadores.
O prefeito incumbente, Sebastião Almeida do PT, reeleito em 2012, não pôde disputar um terceiro mandato consecutivo devido ao limite de mandatos consecutivos imposto pela Constituição Federal.
Nove candidatos disputaram a prefeitura no primeiro turno, e no segundo a disputa se deu entre o deputado federal Eli Corrêa Filho,
DEM, e Guti, do Partido Socialista Brasileiro, após uma hegemonia de quatro mandatos consecutivos do PT. Guti elegeu-se prefeito com 83,50% dos votos.

## Candidatos
No primeiro turno, nove candidatos disputaram o poder executivo da cidade: Eli Corrêa Filho pelo DEM,
Carlos Roberto Campos pelo PSDB,
Albertão pelo PSOL,Jorge Wilson pelo PRB,
Elói Pietá pelo PT, Nefi Antonio Castro Talles PPL
Fausto Martello pelo PSD, Guti pelo PSB
e Wagner Freitas pelo PTB. Devido nenhum candidato ter ultrapassado a margem mínima de 50% dos votos válidos, foi realizado um segundo turno entre Guti e Eli Corrêa Filho.
| Nº | Candidato                 | Partido | Vice-candidato           | Coligação |
| -- | ------------------------- | ------- | ------------------------ | --- |
| 25 | Eli Corrêa Filho          | DEM     | Pereira (PDT)            | Muda Guarulhos Democratas (DEM) Partido do Movimento Democrático Brasileiro (PMDB) Partido Renovador Trabalhista Brasileiro (PRTB) Partido Ecológico Nacional (PEN) Partido Social Liberal (PSL) Partido Comunista do Brasil (PCdoB) Partido Trabalhista Nacional (PTN) Partido Democrático Trabalhista (PDT) |
| 45 | Carlos Roberto Campos     | PSDB    | José Winter(PSDB)        | Partido não coligado |
| 50 | Albertão                  | PSOL    | Anselmo Pires            | Partido não coligado |
| 54 | Nefi Antônio Castro Tales | PPL     | Gerson Marcondes         | Partido não coligado |
| 14 | Wagner Freitas            | PTB     | Magna Freitas            | Partido não coligado |
| 10 | Jorge Wilson              | PRB     | Adriana Afonso (PMN)     | Resolve Guarulhos Partido Republicano Brasileiro (PRB) Partido Social Democrata Cristão (PSDC) Partido da Mobilização Nacional (PMN) Partido Republicano Progressista (PRP) Partido Republicano da Ordem Social (PROS) Partido Trabalhista do Brasil (PT do B) Partido Trabalhista Cristão (PTC)              |
| 55 | Fausto Martello           | PSD     | Jovino Cândido (PV)      | Junto por Guarulhos PSD,SD,PV,PP,PMB e PHS |
| 13 | Elói Pietá                | PT      | Professor Moacir (PT)    | Melhor pra Guarulhos Partido dos Trabalhadores (PT) PR |
| 40 | Guti                      | PSB     | Alexandre Zeitune (REDE) | De Guarulhos para Guarulhos Partido Socialista Brasileiro (PSB) Partido Social Cristão (PSC) Partido Popular Socialista (PPS) Rede Sustentabilidade (REDE) |

## Resultados

### Prefeito
Resultados dos dois turnos da eleição para prefeito, por colocação.
| 1º Turno 2 de outubro de 2016  | 1º Turno 2 de outubro de 2016 | 1º Turno 2 de outubro de 2016 | 1º Turno 2 de outubro de 2016 |
| Candidato(a)                   | Vice                          | Votação                       | Votação                       |
| Candidato(a)                   | Vice                          | Porcentagem                   | Total                         |
| ------------------------------ | ----------------------------- | ----------------------------- | ----------------------------- |
| Guti (PSB)                     | Alexandre Zeitune (REDE)      | 34,54%                        | 208.591                       |
| Eli Corrêa Filho (DEM)         | Pereira (PDT)                 | 22,38%                        | 135.134                       |
| Elói Pietá (PT)                | Prof Moacir (PT)              | 19,32%                        | 116.676                       |
| Jorge Wilson (PRB)             | Adriana Afonso (PMN)          | 10,90%                        | 65.796                        |
| Martello (PSD)                 | Jovino Cândido (PV)           | 5,47%                         | 33.045                        |
| Carlos Roberto Campos (PSDB)   | José Winter (PSDB)            | 4,47%                         | 26.985                        |
| Wagner Freitas (PTB)           | Magna Freitas (PTB)           | 2,01%                         | 12.114                        |
| Albertão (PSOL)                | Anselmo Pires (PSOL)          | 0,80%                         | 4.827                         |
| Nefi Antônio Castro Tales(PPL) | Gerson Marcondes(PPL)         | 0,12%                         | 699                           |
| Total de votos válidos         | Total de votos válidos        | 80,89%                        | 603.867                       |
| Votos em branco                | Votos em branco               | 6,41                          | 47.843                        |
| Votos nulos                    | Votos nulos                   | 12,70%                        | 94.790                        |
| Votos apurados                 | Votos apurados                | 82,69%                        | 746.500                       |
| Abstenções                     | Abstenções                    | 17,31%                        | 156.310                       |
| Total de eleitores             | Total de eleitores            | 100,00%                       | 902.810                       |

| Partido | Partido | Candidato                 | Votos   | Votos (%) |
| ------- | ------- | ------------------------- | ------- | --------- |
|         | PSB     | Guti                      | 208 591 | 34,54%    |
|         | DEM     | Eli Corrêa Filho          | 135 134 | 22,38%    |
|         | PT      | Elói Pietá                | 116 676 | 19,32%    |
|         | PRB     | Jorge Wilson              | 65 796  | 10,9%     |
|         | PSD     | Martello                  | 33 045  | 5,47%     |
|         | PSDB    | Carlos Roberto            | 26 985  | 4,47%     |
|         | PTB     | Wagner Freitas            | 12 114  | 2,01%     |
|         | PSOL    | Albertão                  | 4 827   | 0,8%      |
|         | PPL     | Nefi Antônio Castro Tales | 699     | 0,12%     |
| Totais  | Totais  | Totais                    | 603 867 |           |

| 2º Turno 30 de outubro de 2016 | 2º Turno 30 de outubro de 2016 | 2º Turno 30 de outubro de 2016 | 2º Turno 30 de outubro de 2016 |
| Candidato(a)                   | Vice                           | Votação                        | Votação                        |
| Candidato(a)                   | Vice                           | Porcentagem                    | Total                          |
| ------------------------------ | ------------------------------ | ------------------------------ | ------------------------------ |
| Guti (PSB)                     | Alexandre Zeitune (REDE)       | 481.541                        | 83,50%                         |
| Eli Corrêa Filho (DEM)         | Pereira (PDT)                  | 95.161                         | 16,50%                         |
| Total de votos válidos         | Total de votos válidos         | 576.702                        | 82,45%                         |
| Votos em branco                | Votos em branco                | 36.490                         | 5,22%                          |
| Votos nulos                    | Votos nulos                    | 86.290                         | 12,34%                         |
| Votos apurados                 | Votos apurados                 | 699.482                        | 77,48%                         |
| Abstenções                     | Abstenções                     | 203.328                        | 22,52%                         |
| Total de eleitores             | Total de eleitores             | 100,00%                        | 902.810                        |

| Partido | Partido | Candidato        | Votos   | Votos (%) |
| ------- | ------- | ---------------- | ------- | --------- |
|         | PSB     | Guti             | 481 541 | 83,5%     |
|         | DEM     | Eli Corrêa Filho | 95 161  | 16,5%     |
| Totais  | Totais  | Totais           | 576 702 |           |